# Bastardyzacja
Bastardyzacja (ze starofr. bâtard, ang. bastardization), krzyżowanie międzygatunkowe zwierząt – proces polegający na krzyżowaniu osobników należących do różnych, ale blisko ze sobą spokrewnionych gatunków. W wyniku bastardyzacji uzyskuje się mieszańce zwane bastardami. W odniesieniu do roślin używa się określenia hybrydyzacja lub krzyżowanie międzygatunkowe roślin.